# LW12 (Paralympics)
LW12 ist eine Startklasse für Sportler im paralympischen Wintersport für Sportler im Ski Alpin, Ski Nordisch und im Biathlon. Die Zugehörigkeit von Sportlern zur Startklasse ist wie folgt skizziert:
Skisportler der Klasse LW12 haben Behinderungen in den unteren Extremitäten. Die folgenden Minimumkriterien müssen erfüllt sein:
- normale Armfunktionen - und
- normale Rumpffunktion - und
- keine Beinfunktion (ein- oder zweiseitig) - und/oder
- beidseitige Hüftexartikulation.

Sportler starten sitzend und benutzen:
- für Ski Nordisch / Biathlon einen Sitz-Ski (Langlaufschlitten),
- für Ski Alpin einen Monoskibob.

Diese speziellen Skischlitten/Monoski werden den unterschiedlichen Bedürfnissen der Sportlerin/des Sportlers angepasst und richten sich nach dem Grad der körperlichen Behinderung. Die Klasseneinteilung kennzeichnet den wettbewerbsrelevanten Grad der funktionellen Behinderung eines Sportlers. Sportler in der Klasse LW12 können sich in die Klassen LW1-LW4 umklassieren lassen.